# Xylosma intermedium
Xylosma intermedium är en videväxtart som först beskrevs av Berthold Carl Seemann, och fick sitt nu gällande namn av August Heinrich Rudolf Grisebach. Xylosma intermedium ingår i släktet Xylosma och familjen videväxter. Inga underarter finns listade i Catalogue of Life.